# Craquelin (Belgique)
Ne doit pas être confondu avec Craquelin (Bretagne).
Pour les articles homonymes, voir Craquelin.
Un craquelin est, en Belgique et dans le nord de la France, un pain brioché constellé de pépites de sucre.
Pour certains, ce nom viendrait du néerlandais krakeling (biscuit sec craquant sous la dent)[réf. nécessaire] mais cette étymologie est sujette à caution car on trouve aussi le nom en Bretagne et dans d'autres régions francophones — le lien avec le néerlandais apparaissant donc comme peu vraisemblable.
Dans le Borinage, il fait partie des pains sucrés comme le cougnou ou la cougnolle, pains sucrés traditionnels de Noël.
À Grammont, les craquelins sont en forme d’anneaux ; leur bénédiction et leur distribution constituent l’un des éléments de la Fête du feu et du pain de la fin de l’hiver, une manifestation reprise dans la liste du patrimoine culturel immatériel de l’humanité en novembre 2010.
Les gâteaux d’enterrement dans la région liégeoise sont de petits craquelins.